# حور أم حب
حور أم حب كان آخر فراعنة الأسرة المصرية الثامنة عشر في تاريخ مصر القديم، وكان فرعون مصر من 1338 إلى اواخر 1308 قبل الميلاد في عصر الدولة الحديثة.
قبل أن يصبح فرعونًا، كان حورمحب هو القائد الأعلى للجيش في عهد توت عنخ آمون وآي. بعد اعتلائه العرش، قام بإصلاح الدولة المصرية، وفي عهده بدأت الإجراءات الرسمية ضد حكام العمارنة السابقين وسياستهم. ونتيجة لذلك، فهو يعتبر الحاكم الذي أعاد استقرار بلاده بعد فترة العمارنة المضطربة والمقسمة.
هدم حورمحب آثار أخناتون، وأعاد استخدام الأنقاض في مشاريع البناء الخاصة به، واغتصب آثار توت عنخ آمون وآي. من المفترض أن حورمحب لم يكن لديه أبناء على قيد الحياة، حيث عين وزيره باراميس خليفًا له، الذي سيتولى العرش باسم رمسيس الأول.

## حياته

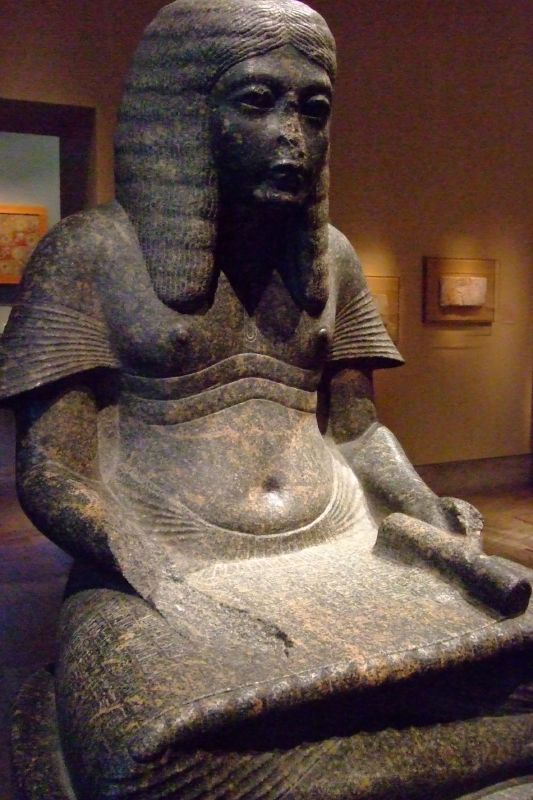
تمثال لحورمحب ككاتب ملكي قبل أن يصبح فرعون، غالبًا صُنع التمثال في عهد توت عنخ آمون (1336-1323 ق.م)

يُعتقد أن حورمحب جاء في الأصل من مدينة هنيس التي عُرفت لاحقًا بإسم إهناسيا على الضفة الغربية لنهر النيل، بالقرب من مدخل الفيوم، حيث أن نص تتويجه ينسب رسميًا إلى الإله حورس الخاص بهنيس بتثبيته على العرش. نسبه غير معروف ولكن يعتقد أنه كان من عامة الناس. وفقًا لعالم المصريات الفرنسي نيكولاس جريمال، لا يبدو أن حورمحب هو نفسه با أتن إم حب (آتون حاضر في ابتهاج) الذي كان القائد الأعلى لجيش أخناتون.
مسيرة حورمحب السياسية بدأت لأول مرة في عهد توت عنخ آمون حيث تم تصويره بجانب هذا الملك في مقبرته. في أقرب مرحلة معروفة من حياته، عمل حورمحب «متحدثًا ملكي للشؤون الخارجية لمصر» وقاد بنفسه بعثة دبلوماسية لزيارة حكام النوبة.  وأدت تلك الزيارة إلى زيارة متبادلة من قبل أمير عنيبة (ميام) إلى البلاط الملكي لتوت عنخ آمون، "الحدث الذي صُوِّر في مقبرة نائب الملك في كوش هوي." 
برز حورمحب سريعًا على الساحة في عهد توت عنخ آمون، وأصبح القائد الأعلى للجيش و مستشار الفرعون. تم توضيح ألقاب حورمحب المحددة في مقبرته في سقارة، والتي تم بناؤها عندما كان لا يزال مسؤولًا فقط: «الأمير الوراثي»، وحامل المروحة على الجانب الأيمن للملك، والقائد الأعلى للجيش"؛ "خادم الملك على خطاه في بلاد الجنوب والشمال الأجنبية"؛ "رسول الملك أمام جيشه إلى بلاد الأجنبية في الجنوب والشمال"؛ و"الرفيق الوحيد الذي يكون عند قدمي سيده في ساحة المعركة يوم قتل الآسيويين". تم استخدام اللقب إيري بات (الأمير الوراثي) بشكل متكرر في مقبرة حورمحب بسقارة ولكن لم يظهر مع أي كلمات أخرى. عند استخدامه بمفرده، أظهر عالم المصريات آلان جاردنر أن لقب إيري-بات يحتوي على سمات النسب القديم والميراث القانوني الذي يطابق تسمية «ولي العهد». وهذا يعني أن حورمحب كان الوريث المعترف به علنًا للملك. فكان هو من يجب أن يحكم بعد توت عنخ آمون، وليس آي. فكما كتب عالم المصريات الهولندي جاكوبوس فان ديك:

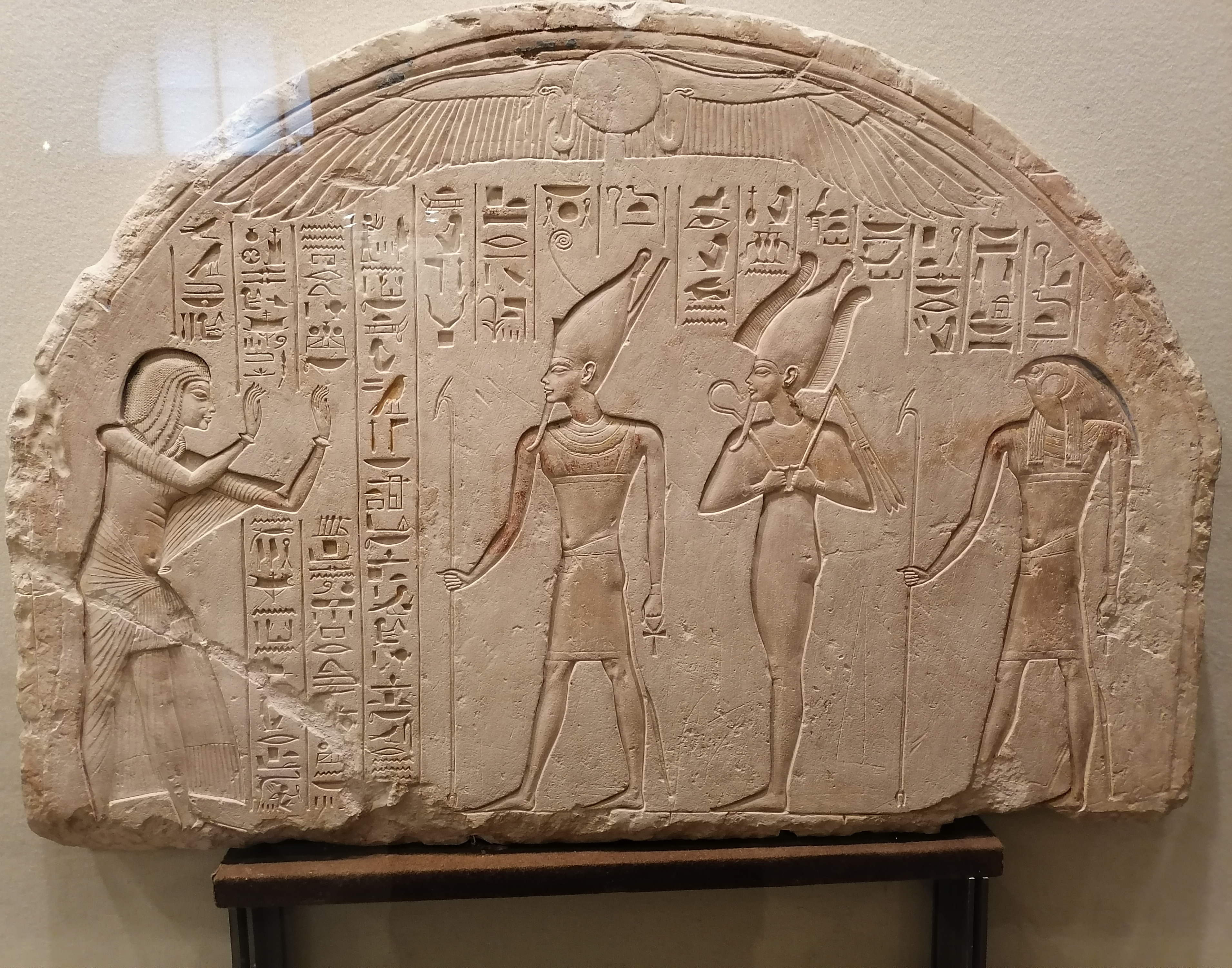
الجزء العلوي من لوحة القائد حورمحب (الملك اللاحق) مع تصويره أمام الآلهة: أتوم، أوزوريس، بتاح-سوكر. الأسرة الثامنة عشرة، عهد توت عنخ آمون. الربع الثالث من القرن الرابع عشر قبل الميلاد. سقارة

 قضى الوزير آي المسن على مطالبة حورمحب بالعرش وخلف توت عنخ آمون بدلاً منه، ربما لأن حورمحب كان في آسيا مع الجيش وقت وفاة توت عنخ آمون. لم يتم العثور على أي أشياء تنتمي إلى حورمحب في مقبرة توت عنخ آمون، ولكن تم التعرف على العناصر الموجودة بين مقتنبات المقبرة التي تبرع بها مسؤولون آخرون رفيعو المستوى، مثل مايا ونختمين، من قبل علماء المصريات. كما رفضت ملكة عنخ إسن آمون زوجة توت عنخ آمون، الزواج من حورمحب، حُيث انه من عامة الشعب، وبزواجها تجعله ملكًا شرعيًا على مصر. شرع آي في ترشيح نختمين، والذي ربما كان ابن آي أو ابنه المتبنى، ليخلفه بدلاً من حورمحب.
بعد حكم آي، الذي استمر ما يزيد قليلاً عن أربع سنوات، تمكن حورمحب من الاستيلاء على السلطة، ربما بفضل منصبه قائدًا للجيش، وخدمته لمصر تحت حكم توت عنخ آمون.وسرعان ما أزال حورمحب مطالبة نختمين بالعرش ورتب لتشويه مقبرة آي عن طريق تحطيم تابوته، وإزالة النقوش التي تحمل اسمه. وربما حتى تدمير مومياء آي. مع ذلك، فقد أنقذ مقبرة توت عنخ آمون من التخريب، ربما لأن توت عنخ آمون هو الذي عزز صعوده إلى السلطة واختاره ليكون وريثه. قام حورمحب أيضًا باغتصاب وتوسيع المعبد الجنائزي لآي في مدينة هابو لاستخدامه الخاص، ومحو لقب آي من على ظهر تمثال ضخم يبلغ طوله 17 قدمًا عن طريق نحت لقبه الخاص في مكانه.

## الإصلاح الداخلي

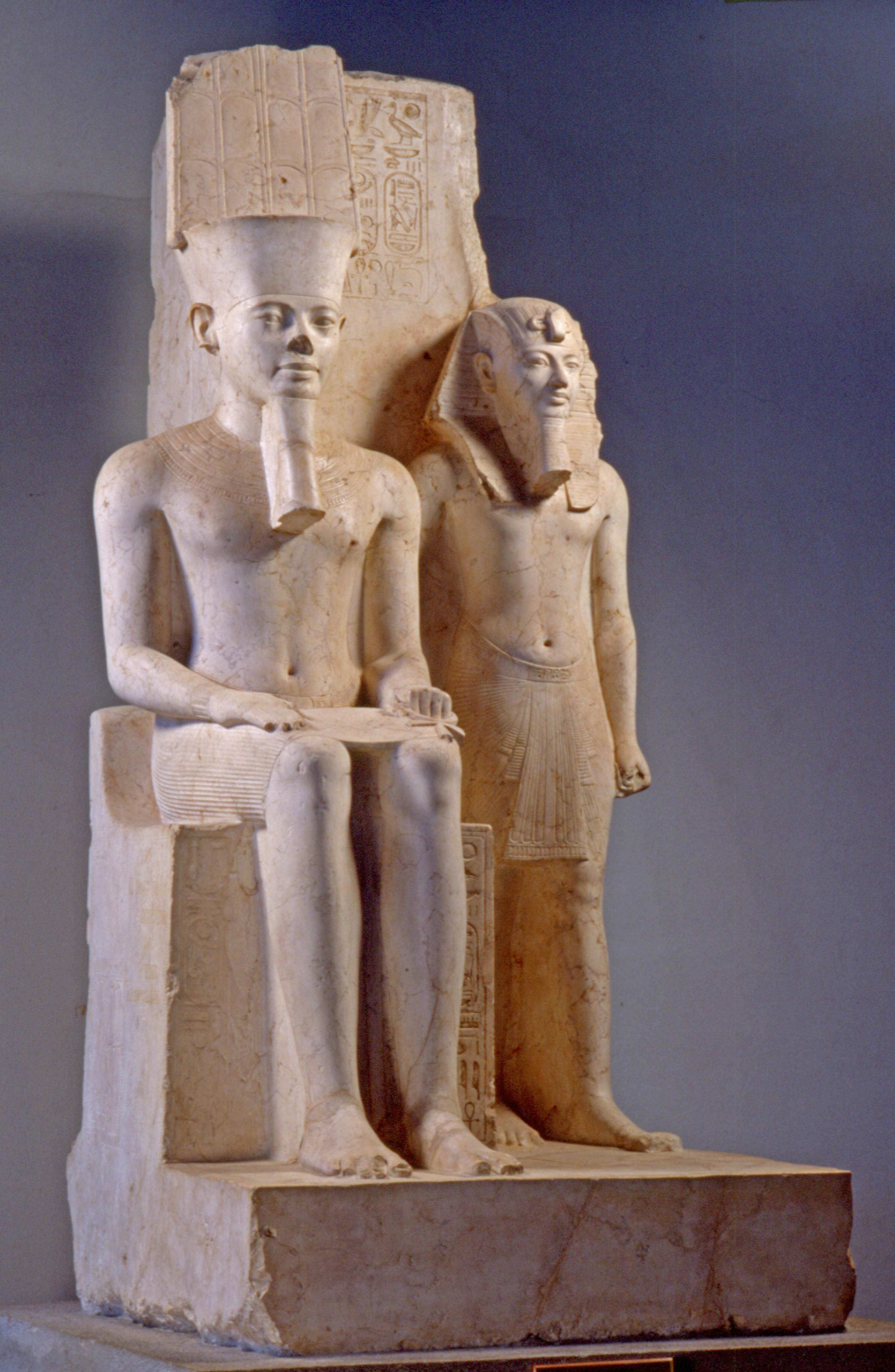
تمثال لحورمحب مع آمون.

بدأ حورمحب، عند اعتلائه العرش، سلسلة من التحولات الداخلية في هياكل السلطة. عيَّن القضاة والمحاكم الإقليمية، وأعاد تقديم السلطات الدينية المحلية، وقسم السلطة القانونية بين مصر العليا ومصر السفلى بين وزراء طيبة ومنف. سُجِّلَت هذه الإصلاحات في لوحة تُعرف باسم مرسوم حورمحب العظيم، والتي كانت تقع في مكان بارز عند سفح الصرح العاشر في الكرنك. تؤكد اللوحة على الأهمية الكبيرة التي يوليها حورمحب للإصلاح الداخلي.
عمل حورمحب أيضًا على إصلاح الجيش وأعاد تنظيم القوى العاملة في دير المدينة في عامه السابع، بينما قام مايا بتجديد مقبرة تحتمس الرابع؛ بسبب إزعاج لصوص المقابر في العام الثامن من حكم حورمحب. بينما أعاد الملك كهنوت آمون، فقد منع كهنة آمون من إحكام قبضتهم على السلطة، وذلك من خلال إعادة تعيين الكهنة عمدًا الذين جاء معظمهم من الجيش المصري لأنه كان يستطيع الاعتماد على ولائهم الشخصي.

## خليفته

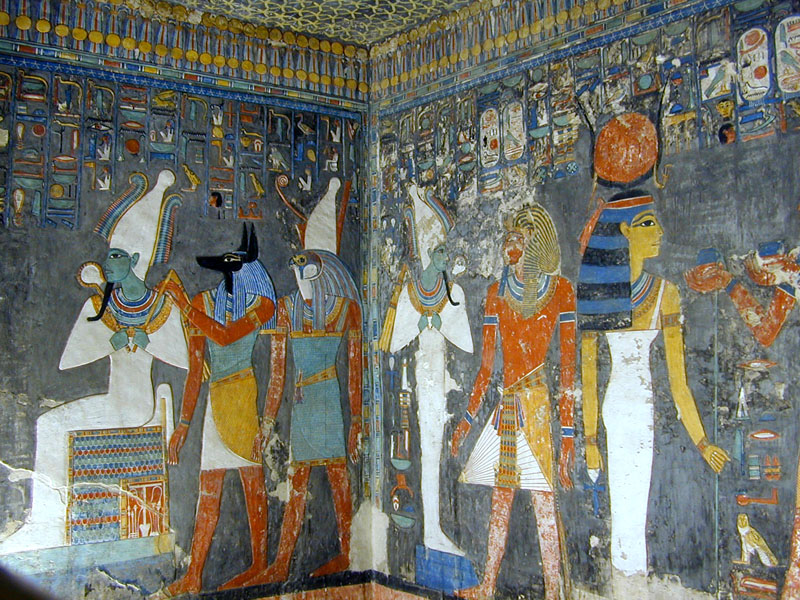
مقبرة حور محب في وادي الملوك.

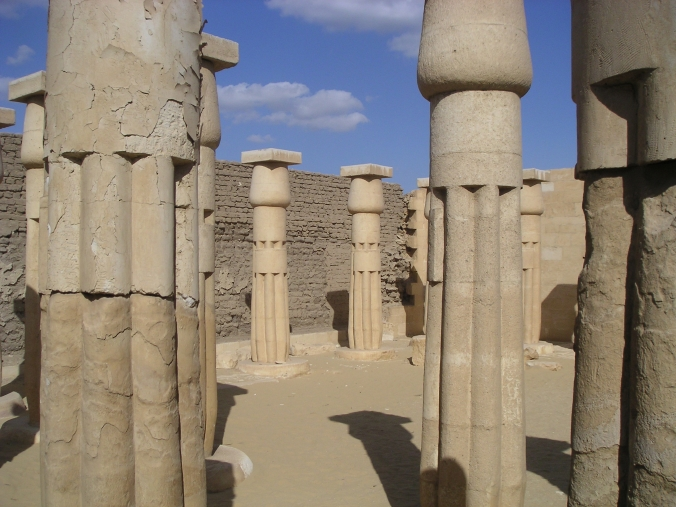
الفناء الأمامي لمقبرة حورمحب في سقارة.

في عهد حورمحب، استُعِيدت قوة مصر مرة أخرى بعد الفوضى الداخلية في فترة العمارنة. مهد هذا الوضع الطريق لصعود الأسرة التاسعة عشرة تحت حكم الفراعنة الطموحين مثل سيتي الأول ورمسيس الثاني. يذكر جيفري ثورندايك مارتن في أعمال التنقيب التي قام بها في سقارة أن دفن زوجة حورمحب الثانية، موت نجمت، بالإضافة إلى دفن طفل لم يولد بعد أو حديث الولادة، كان يقع في أسفل عمود يؤدي إلى غرف مقبرة حورمحب في سقارة. ويشير إلى أنه «عُثِر هناك على قطعة إناء من المرمر منقوش عليه نص جنائزي لمغنية آمون وزوجة الملك موت نجمت، بالإضافة إلى أنه عُثِر على قطع من تمثال صغير لها... والمزهرية الجنائزية على وجه الخصوص؛ لأنها تحمل اسمها وألقابها، لم يكن من الممكن استخدامها لدفن شخص آخر».
نظرًا لعدم وجود ابن على قيد الحياة لحور محب، فقد عين وزيره باراميس ليخلفه عند وفاته، وذلك لمكافأة ولاء باراميس ولأن كان لديه ابن وحفيد لتأمين الخلافة الملكية في مصر. استخدم باراميس اسم رمسيس الأول عند توليه السلطة وأسس الأسرة التاسعة عشرة في الدولة الحديثة. خليفة حورمحب الثاني، سيتي الأول، قد يكون متزوجًا من ابنة حورمحب المحتملة، تانجمت. في حين أن زخرفة مقبرة حورمحب KV 57 كانت لا تزال غير مكتملة عند وفاته، فإن هذا الوضع لم يكن غير مسبوق: مقبرة أمنحتب الثاني أيضًا لم تكن مكتملة بالكامل عندما دفن، على الرغم من أن هذا الحاكم تمتع بحكم دام 26 عامًا.

## مقبرته
مباشرة بعد اعتلائه العرش، بنى حورمحب قبرًا في وادي الملوك، متخليًا عن قبره السابق بالقرب من منف. ولأول مرة، استُخدِمت مناظر من كتاب البوابات في حجرة الدفن كتزيين للمقبرة الملكية.
تم التنقيب عن مقبرة حورمحب في أوائل القرن العشرين على يد ثيودور إم. ديفيس. اكتشفها ديفيس وهي في حالة سيئة بسبب اللصوص وحركات الأرض على مر القرون. وقد خُلِع غطاء التابوت وحُطِّم من قبل اللصوص.